# Melanolophia humidaria
Melanolophia humidaria là một loài bướm đêm trong họ Geometridae.